# Štip (kommun)
Štip (makedonska: Штип) är en kommun i Nordmakedonien. Den ligger i den centrala delen av landet, 70 km sydost om huvudstaden Skopje. Antalet invånare är 47 796. Huvudort är Štip.